# آرامگاه دیزج سلطان
آرامگاه دیزج سلطان مربوط به دوره قاجار است و در شهرستان اسکو، بخش مرکزی، دهستان باویل، روستای دیزج واقع شده و این اثر در تاریخ ۲۸ اسفند ۱۳۸۵ با شمارهٔ ثبت ۱۸۹۲۰ به‌عنوان یکی از آثار ملی ایران به ثبت رسیده است.